# USA:s ursprungsbefolkning

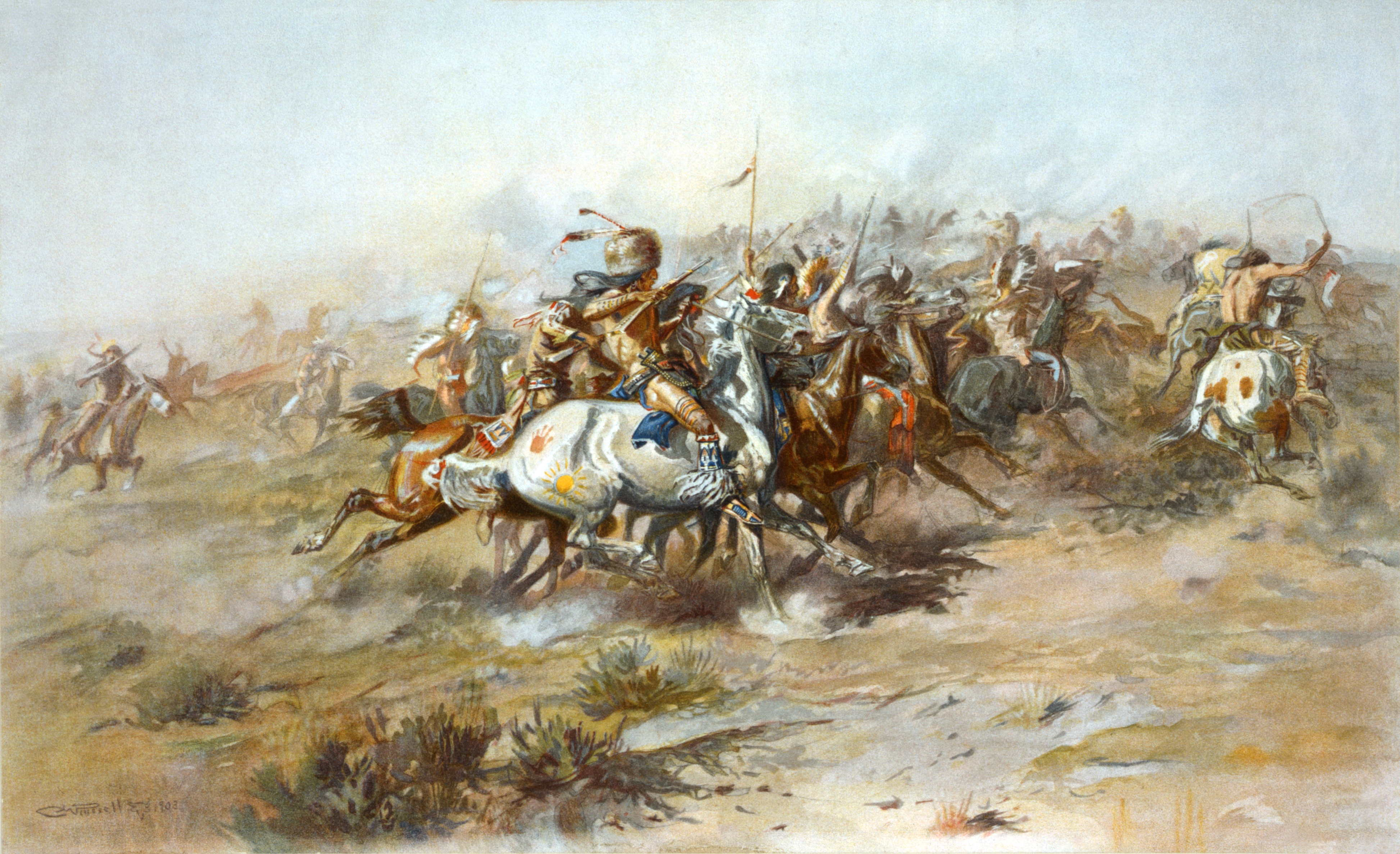
Målning som föreställer Slaget vid Little Bighorn i juni 1876.

USA:s ursprungsbefolkning är de urfolksgrupper som lever inom de områden i Nordamerika som nu omfattas av USA:s gränser. De består av många olika nationer, utspridda över hela kontinenten.
I USA kallades ursprungsbefolkningen, utom de i Alaska, på Hawaii och andra Stillahavsöar, tidigare populärt även för "amerikanska indianer" (American Indians) men numera används allt oftare begreppet "infödda amerikaner" (Native Americans), eller varianter innehållande ordet "urfolk". Ända från koloniseringens inledning uppstod strider mellan européer och urinvånarna; i början kunde grymheten vara ömsesidig, men med Indian Removal Act 1830  började den stegvisa fördrivningen av ursprungsbefolkningen, ofta dikterad direkt från Washington och ofta med tusentals dödade och fördrivna urinvånare som följd.
Under senare hälften av 1800-talet förpassades till slut de återstående nationerna till reservat samtidigt som bisonoxen, präriefolkens traditionella jaktbyte, i princip utrotades. Deras språk, religion och kultur undertrycktes sedan genom kolonial politik, såsom tvång att konvertera till kristendomen. Under senare tid har dock ett gradvis erkännande av urfolkens rättigheter allt mer hamnat på den politiska dagordningen. I några fall har skadestånd utbetalats för felaktigheter som tidigare begåtts – ett viktigt erkännande för många ursprungsamerikaner.
Urfolkens kulturer och samhällen innehåller en stor mångfald. Några särskilt framträdande hantverk är sömnad, textilkonst, korgflätning och keramik samt ett formaliserat bildspråk i form av stiliserade skulpturer och fetischer och sandmåleri. Mycket av konsten traditionellt var intimt förknippad med animistisk andlighet och mytologi. I dag tillhör många ur ursprungsbefolkningen en synkretistisk, kristen rörelse som kombinerar den kristna liturgin med traditionella dans- och sångritualer till trummor.